# 張骼
张骼（？—？），春秋时期晋国大夫，张氏。
前549年冬，楚康王伐郑国来救被诸侯围攻的齐国，攻打东门，驻军棘泽。诸侯还救郑国。晋平公派张骼、辅跞向楚军单车挑战，向郑国求驾御战车之人。郑国人占卜吉利，派宛射犬。
子太叔告诫宛射犬说：“不能和大国的人抗礼。”宛射犬回答：“不论兵多兵少，御者的地位在车左车右之上是一样的。”太叔说：“不是这样。小土山上没有松柏。”
张骼、辅跞在帐篷里，让射犬坐在帐篷外，他们吃完饭，再让射犬吃。命射犬驾车前进，张、辅两人却还坐着平时的战车，将到楚军营地时，才登上射犬的车，蹲在车后横木上弹琴。射犬没有告诉他俩车已驶近楚营，就疾驰而进。张骼、辅跞从袋子里拿出头盔戴上，进入营垒下车，把抓起楚兵扔出捆好或挟在腋下。射犬不等张骼、辅跞独自驱车出来。张骼、辅跞于是跳上车，抽出弓箭来射追兵。
脱险后，张骼、辅跞还是蹲在车后横木上弹琴，说：“公孙！咱们同坐一辆战车，就是兄弟，为什么两次都不招呼？”射犬回答：“第一次是一心冲入敌营，这次害怕敌军多，没顾上商量。”张骼、辅跞笑着说：“公孙是个急性的人啊！”
前537年，薳启彊对楚灵王说，提及韩起之下有赵成、中行吴、魏舒、范鞅、知盈，叔向之下有祁午、张趯、籍谈、女齐、梁丙、张骼、辅跞、苗贲皇，认为他们都是诸侯能选拔的能人。